# Lacconectus hainanensis
Lacconectus hainanensis är en skalbaggsart som beskrevs av Lars Hendrich 1998. Lacconectus hainanensis ingår i släktet Lacconectus och familjen dykare. Inga underarter finns listade i Catalogue of Life.